# Harrah (Washington)
Pour les articles homonymes, voir Harrah.
Harrah est une ville américaine située dans le comté de Yakima, dans l'État de Washington. Selon le recensement de 2010, sa population est de 625 habitants.